# 谷亀利一
谷亀 利一（やがめ りいち、1932年 - ）は、日本の文筆家、翻訳家。
早稲田大学大学院修士課程修了。読売新聞社に入社。広告、言語理論などコミュニケーション研究と出版に従事。谷亀悟郎の別名を用いた。

## 著書
- 『情報化社会の戦略言語』（谷亀悟郎名義、東洋出版） 1970

## 共著
- 『幸福と死と不条理と アルベール・カミュの青春と思想』（亀谷悟郎名義、篠原義近共著、虎見書房） 1971
- 『伊豆』（湊嘉秀共著、保育社カラーブックス、カラーガイド） 1985

## 翻訳
- 『構造主義とは何か - そのイデオロギーと方法』（J・M・ドムナック編、伊東守男共訳、サイマル出版会） 1968、のち平凡社ライブラリー
- 『サルトルの人間像』（ブノワ・プルシュ、神無書房） 1969
- 『赤い運河』（ジルベール・タニュジ、早川書房、世界ミステリシリーズ） 1973
- 『嫉妬』（ボアロー-ナルスジャック、早川書房、世界ミステリシリーズ） 1974
- 『ライムライト』（ロジェ・グルニエ、ハヤカワ文庫NV） 1974
- 『離愁』（ジョルジュ・シムノン、ハヤカワ文庫） 1975
- 『メグレと火曜の朝の訪問者』（ジョルジュ・シムノン、河出書房新社、メグレ警視シリーズ） 1976、のち文庫
- 『偽ドル殺人事件 秘密情報員ゴリラ・シリーズ』（A・L・ドミニック、番町書房、イフ・ノベルズ） 1977
- 『メグレ式捜査法』（ジョルジュ・シムノン、河出書房新社、メグレ警視シリーズ） 1977
- 『切り裂く手』（ピエール・サルヴァ、早川書房、世界ミステリシリーズ） 1978
- 『ルパン、100億フランの炎』（ボワロー＝ナルスジャック、サンリオ） 1979
- 『素顔の独裁者 わが夫ムッソリーニ』（ラケーレ・ムッソリーニ,アルベール・ザルカ、角川書店） 1980
- 『雪と罪の季節』（パトリシア・モイーズ、早川書房、世界ミステリシリーズ） 1980

## 参考
- 構造主義とは何か - そのイデオロギーと方法 - 紀伊国屋書店BookWeb